# Eupithecia albifurva
Euphitecia albifurva es una especie de polilla de la familia Geometridae. La especie fue descrita por primera vez por George Hampson habiendo sido descrita en 1907, con distribución en Sri Lanka. El sintipo de la especie fue descrita en la Ceylon.